# The Adventures of Robin Hood (série de televisão)
The Adventures of Robin Hood foi uma série de TV britânica que durou 143 episódios entre 1955 e 1960. O ator Richard Greene interpretava Robin Hood. Esta série foi exibida em Portugal na RTP, em 1961, aos sábados, às 19 horas e 45 minutos.